# 거리 미술

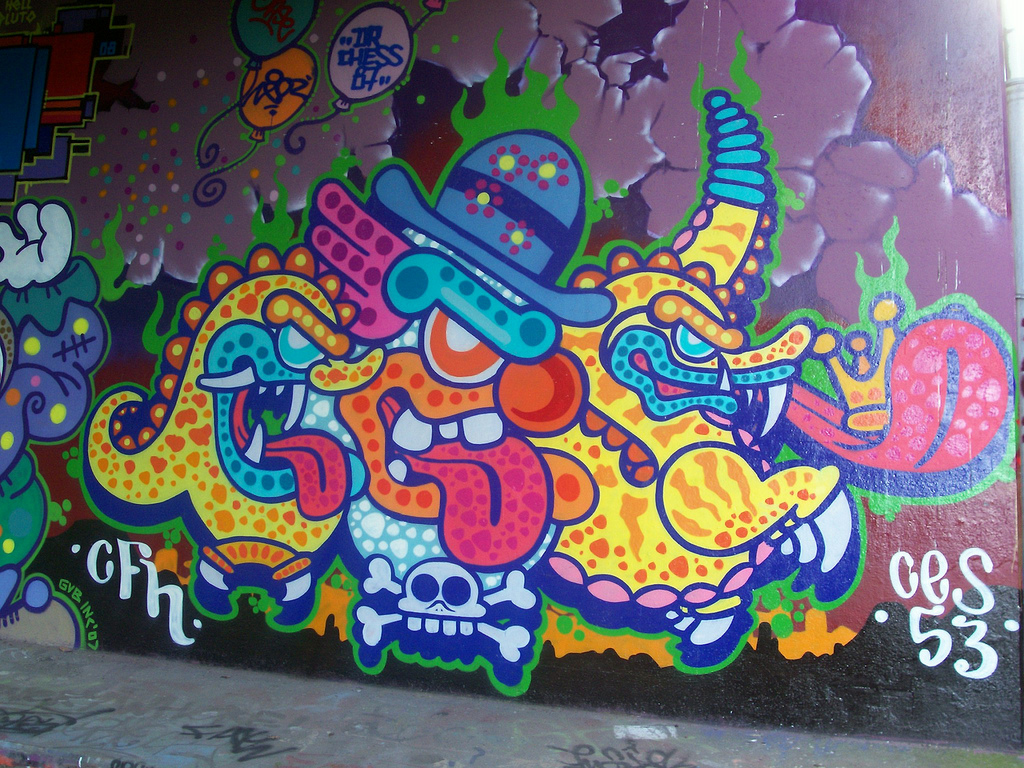
벽화

거리 미술(-美術)은 낙서, 벽화 등 거리에서 하는 미술을 포괄한다.
넓게는 야외전시, 거리 퍼포먼스, 해프닝, 포스터, 낙서, 벽화 등 개방된 공간에서 예술가들이 행하는 예술을 포괄적으로 지칭하는 용어이다.
1930년대 멕시코의 벽화주의를 선두로 1970년대에 개념예술 작가들이나 플룩서스 그룹이 거리에서 행한 퍼포먼스, 거리의 게시판 및 전광판을 이용한 매체예술, 정치적-사회적 선전 목적의 정치예술, 1980년대의 슈퍼그래픽, 그라피티 아트 등이 대표적 예이다.
보다 정확한 의미의 거리예술은 근본적으로 공공예술의 성격을 지닌다. 일반 대중의 풍속도나 생활상이 가장 잘 드러나는 거리에서 정치적 규합, 민중 선도 및 참여, 공개 토론 등의 형식으로 나타나기 때문이다. 이러한 경우 특별한 예술 이념이나 미학 체계에 얽매일 필요가 없는 까닭에 대중에게 가장 호소력이 짙은 예술이 될 수 있다.
정치사회적 의미를 지닌 거리예술의 개념은 1917년 러시아 혁명 후, 예술에 사회 효용적 측면을 부과시킬 필요성을 부르짖어 생산주의 예술론을 지지한 시인 블라디미르 마야코프스키의 '도시를 시민과 붓과 물감으로 만들자'는 구호, 또 니콜라이 야쿠프스키의 유명한 발언 "미술품을 미술관에 가두어 죽은 예술로 만들 것이 아니라 거리, 공장, 근로자의 가정에 걸어 산 예술로 만들어야 한다(<<La Pub en URSS dans les annees 20>>, M. Anikst)" 등으로 시작되었다.
이러한 사고는 미술이 대중을 선도하는 선전물이 되어야 함을 시사하여 거리예술의 정치적 측면을 강하게 부각시켰다. 미국에서는 1960년대 후반 확산되기 시작한 공공적 벽화 제작을 계기로 거리예술이 확고히 정착하게 되었는데 당시의 과도기적 정치-사회 상황, 즉 베트남 전쟁, 히피의 등장, 우주선 아폴로 11호의 달 착륙 등으로 야기된 가치관의 혼란으로 인한 새로운 사회환경 개선책으로 벽화 제작이 성행하게 되었다.
그리하여 거리예술의 일환으로서 건설적인 도시환경을 위한 벽화와 지역사회 환경개선을 위한 벽화 제작이 활발히 추진되었다.

이는 1930년대 멕시코 벽화주의 작가들의 영향 외에도 상업미술 작가들이 만든 대형 광고간판(commercial billboard)에 직접적인 영향을 받아 이루어진 것이다.

## 같이 보기
- 현대 미술
- 낙서
- 공공미술
- 돌 균형잡기

## 참고 자료
- 현대미술사전(Contemporary Art Dictionary), 안연희 엮음, 미진사, 2011